# Кутре
Кутре, малък пръст или малешка е петият пръст на човешката ръка, разположен на противоположната страна на палеца. Той е и най-малкият. В Перу този пръст е символ на съюза между хомосексуалните. При децата преплитането на малките пръсти е вид клетва в приятелство и вярност или клетва за запазване на тайна. В някои гангстерски общества е било обичай при нарушаване на някакво правило да се реже част от малкия пръст.